# حوزه انتخابیه بیست‌وهفتم کالیفرنیا
حوزه انتخابیه بیست‌وهفتم کالیفرنیا یک حوزه انتخابیه مجلس نمایندگان آمریکا است که در ایالت کالیفرنیا قرار دارد.